# 烏紹米爾

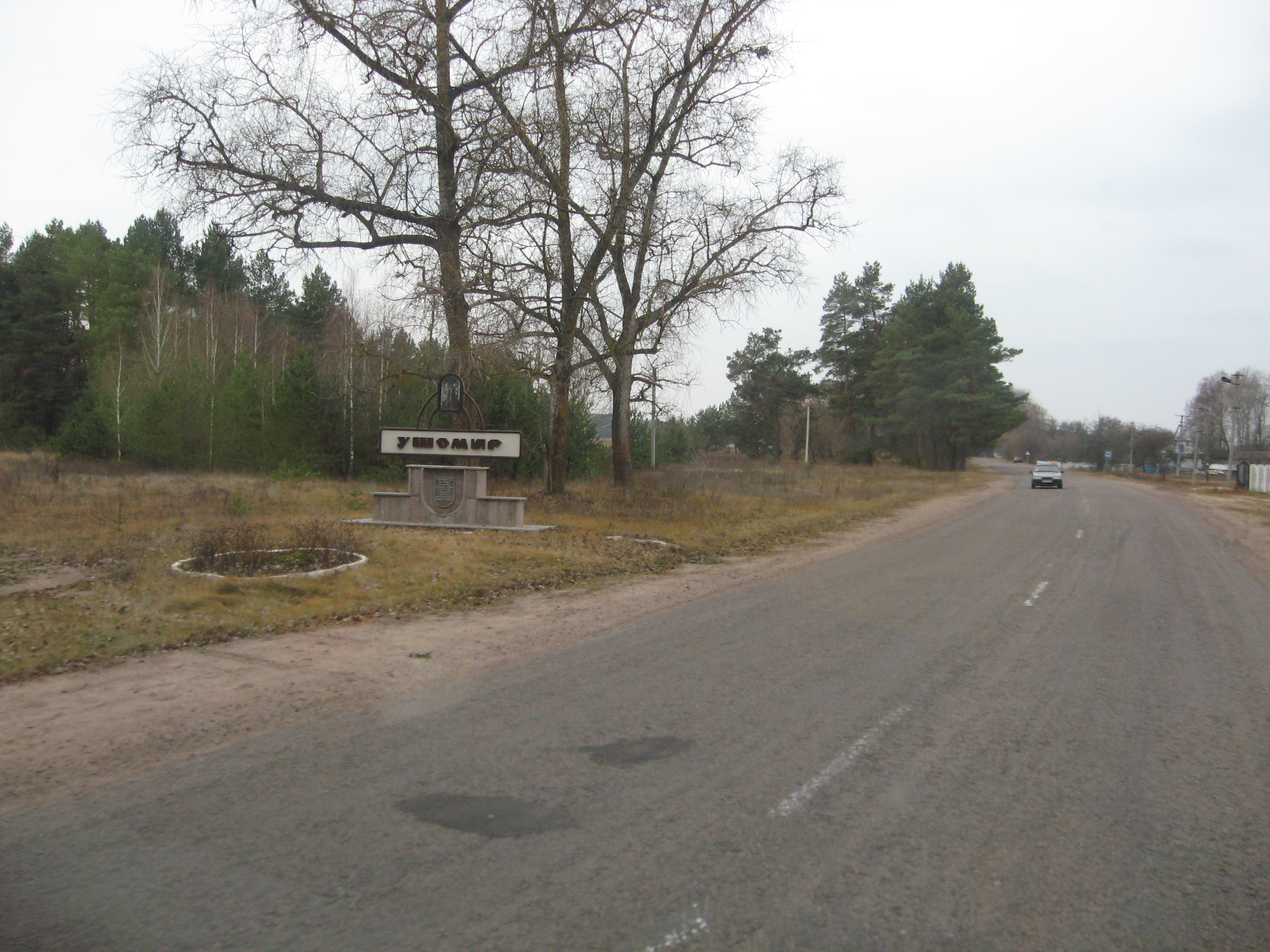
路牌

烏紹米爾（羅馬化：Ushomyr）是烏克蘭北部日托米爾州科羅斯滕區乌绍米尔市镇内的村落及其行政中心。處於烏日河畔，面積2.98平方公里，海拔高度187米，2001年人口1,323。